# Aşağıçat, Çat
Aşağıçat là một xã thuộc huyện Çat, tỉnh Erzurum, Thổ Nhĩ Kỳ. Dân số thời điểm năm 2011 là 207 người.